# Miranda Kerr
Miranda May Kerr (n. 20 aprilie 1983 în Sydney) este un fotomodel australian, care de la vârsta de 13 ani a început să pozeze ca model. Ea a lucrat printre altele la agenția Victoria’s Secret și Maybelline.

## Date biografice

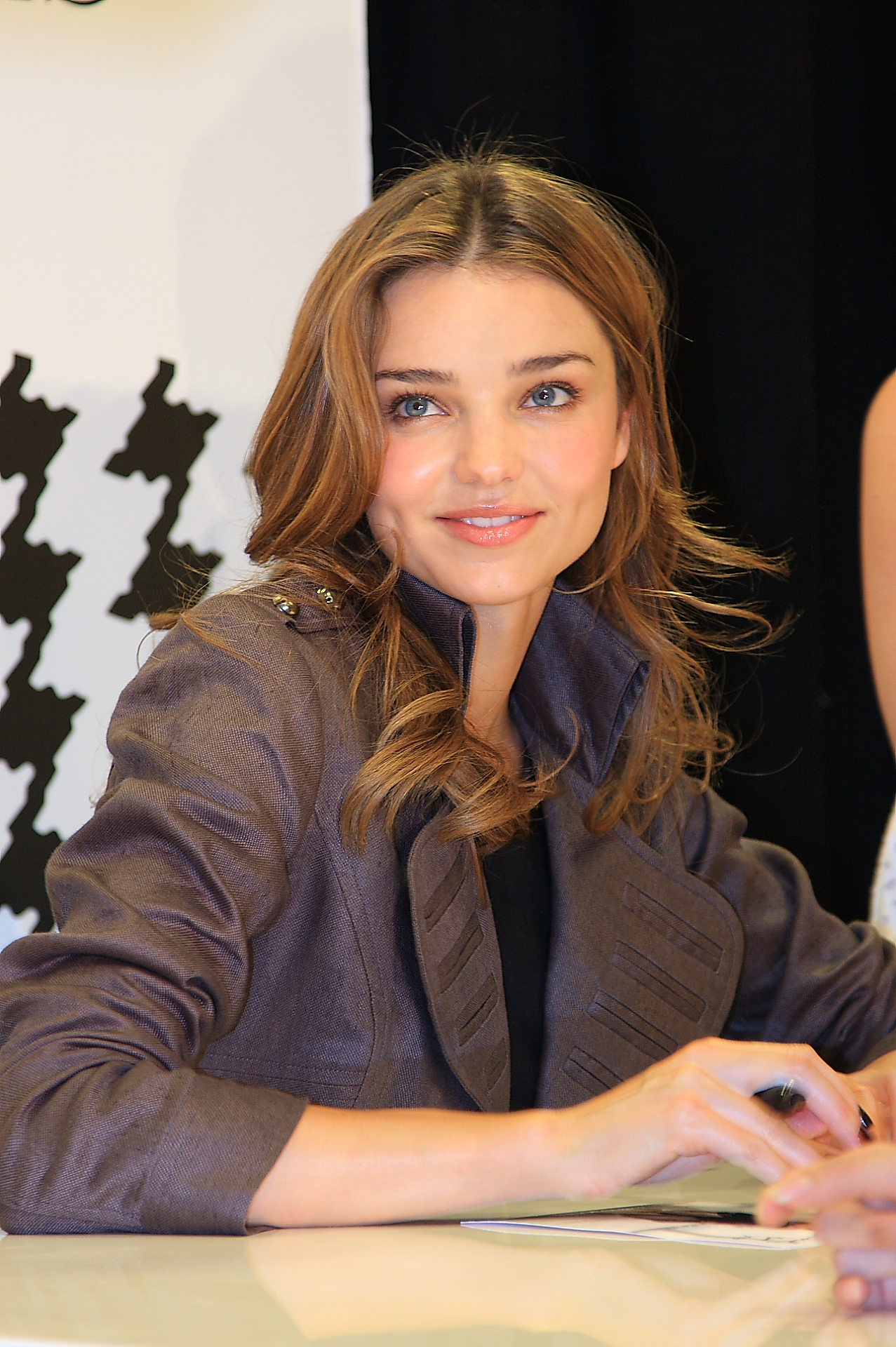

Miranda este primul copil al Theresei și al lui John Kerr. Ea a copilărit în Gunnedah, un orășel în New South Wales, Australia. După ce a câștigat la vârsta de 13 ani un concurs de frumusețe a început în 1997 să lucreze ca manechin. Kerr se mută în Brisbane, unde urmează cursurile la  "All Hallows", o școală superioară catolică pentru fete. În 2004 începe cariera de model internațional la agențiile publicitare de modă:  "Ober Jeans Paris", "Vogue" și "Elle". În iunie 2009 se poate vedea poza ei goală legată de un copac în magazinul australian Rolling Stone.
Din viața ei privată, Kerr este de religie budistă, practică printre altele exerciții de meditație și yoga. Din februarie 2007 trăiește cu actorul Orlando Bloom, cu care s-a căsătorit în iulie 2010 și cu care are un fiu în ianuarie 2011.